# Gary Hinton
Gary Hinton (ur. 29 sierpnia 1956) – amerykański bokser, były mistrz świata IBF w kategorii lekkopółśredniej.

## Kariera zawodowa
Jako zawodowiec Hinton zadebiutował w 1978 r., pokonując Billy'ego Jonesa. 3 lipca 1980 r. po 9 zwycięstwach na zawodowym ringu, Hinton przegrał jednogłośnie na punkty z Charliem Brownem. Brown niecałe 4 lata po tym zwycięstwie został mistrzem świata w kategorii lekkiej. 11 lipca 1984 r., w pojedynku o mistrzostwo Ameryki, Hinton zmierzył się z 21-letnim Brettem Lallym. Po 12 rundach decyzją większości (116-113, 116-112, 114-114) zwyciężył Hinton, zdobywając pas w kategorii lekkopółśredniej. Dzięki temu zwycięstwu, Hinton otrzymał szansę walki o mistrzostwo świata IBF w kategorii lekkopółśredniej. Do pojedynku z ówczesnym mistrzem, Aaronem Pryorem doszło 2 marca 1985 r. w Atlantic City. Po bardzo dobrym początku pretendenta, Pryor zaczął odrabiać straty w drugiej połowie pojedynku. W 14. rundzie, mistrz posłał rywala na deski po ciosie podbródkowym. Hinton wstał i wytrzymał presję rywala aż do ostatniego gongu, po którym sędziowie orzekli niejednogłośne zwycięstwo niepokonanego Pryora.
26 kwietnia 1986 r., Hinton przystąpił do walki o zwakowany przez Pryora pas IBF w kategorii lekkopółśredniej, mając za rywala niepokonanego Dominikańczyka Reyesa Cruza. Po 15-rundowym pojedynku, który odbył się we Włoszech jednogłośnie na punkty zwyciężył Hinton, zadając Cruzowi pierwsza porażkę. 30 listopada Hinton utracił tytuł po przegranej z Joe Manleyem, z którym zremisował w sierpniu 1985 r. Po utracie mistrzostwa świata stoczył jeszcze kilka pojedynków. Ostatni raz na ring wyszedł 24 sierpnia 1989 r., przegrywając z Saoulem Mambym.